# Lelie Cristea
Lelie Cristea (* in Gelsenkirchen) ist eine deutsche Violinistin, Musikpädagogin und Webvideoproduzentin.

## Werdegang
Cristea stammt aus einer Musikerfamilie und begann im Alter von 3 Jahren mit dem Geigenspiel. Ihr Vater ist der rumänische Geiger Ion-Henry Cristea. Lelie Cristea studierte bei Liviu Casleanu an der Hochschule für Musik und Theater Rostock und bei Mintcho Mintchev an der Folkwang Universität der Künste.
Lelie Cristea erhielt Kammermusikunterricht bei Andreas Reiner und besuchte Meisterkurse u. a. bei Ștefan Gheorghiu, Vadim Gluzman und Ingolf Turban. Sie wirkte bislang als Studiomusikerin für Film, TV und Videospiele. Außerdem betreibt Cristea den You-Tube-Kanal Violin Love und gibt dort Tutorials für angehende und fortgeschrittene Geiger. Aktuell arbeitet sie an dem Musikprojekt Carpathian Tales.

## Diskografie
- 2020: Berühren ohne Berührung (mit Albert Lau, River Records)[3]